# Lazarus Muhoni
Lazarus Muhoni (Salisbury, 31 agosto 1976) è un ex calciatore zimbabwese, di ruolo centrocampista.

## Carriera

### Nazionale
Ha debuttato in Nazionale l'8 settembre 2002, in Zimbabwe-Mali (1-0), gara in cui ha segnato un gol. Ha partecipato, con la Nazionale, alla Coppa d'Africa 2004.